# Windows Trust
 (août 2020).
 (août 2020).
Si vous disposez d'ouvrages ou d'articles de référence ou si vous connaissez des sites web de qualité traitant du thème abordé ici, merci de compléter l'article en donnant les références utiles à sa vérifiabilité et en les liant à la section « Notes et références ».
 Windows Trust, souvent abrégé WTrust ou simplement WT, est une version dite « unattended » du système d'exploitation Microsoft Windows, c'est-à-dire une version modifiée de ce dernier. Windows Trust intègre entre autres les dernières mises à jour officielles de Microsoft, ainsi que de nombreux logiciels, dont certains développés spécialement pour l'occasion, afin de faciliter l'administration du système.
Depuis sa version 4.0, Windows Trust, se base sur Windows Server 2003 Entreprise SP2 dans sa version 32 bits. Il se veut allégé, plus rapide, plus stable, plus sécurisé que la version originale de Microsoft. C'est avant tout un système destiné aux utilisateurs avancés (et aux « bidouilleurs »), mais il convient également à une utilisation grand public.
Les versions antérieures à la 4.0 étaient basées sur Windows XP Professionnel.

## Particularité sur la légalité (ou l'illégalité...)
Le fait que Windows Trust permette l'utilisation de licence Microsoft valides par le biais de son patcheur d'ISO ne suffit pas à rendre cette version légale.
En effet, si la création de versions unattended de Windows (aussi appelées « installations silencieuses ») est tout à fait autorisée, le domaine des modifications se limite à l'intégration des différents Services Packs et mises à jour officielles, de licences globales achetées auprès de Microsoft et de logiciels dans l'optique d'un déploiement automatisé de grande échelle. Il s'agit d'un procédé principalement utilisé dans le milieu professionnel.
Cependant, le Contrat de Licence Utilisateur Final (CLUF) de Microsoft ne permet pas la modification des composants de base du système, procédé largement utilisé dans Windows Trust, et encore moins la distribution sans autorisation officielle de telle version par le biais d'Internet.
De plus, Windows Trust ne nécessite pas obligatoirement de posséder les logiciels originaux Microsoft pour pouvoir être installé, car intégrant de base une clé de licence Windows Server 2003 Entreprise (ou Windows XP Corporate pour les versions antérieures). Cette clé est automatiquement activée durant l'installation, Windows Activation Technologies (ou WAT) ayant été supprimé du système.

## Nouveautés et fonctionnalités
La dernière version de Windows Trust en date, Windows Trust 4.5 12.05, intègre un certain nombre de fonctionnalités supplémentaires par rapport à Windows Server 2003 SP2. En voici une liste non exhaustive :
- Installateur graphique permettant de lancer des logiciels (durant la seconde phase d'installation) tels que l'invite de commande, l'éditeur de registre, l'explorateur de fichiers, le gestionnaire des taches, ou encore un utilitaire d'édition des comptes utilisateurs.
- Windows Trust Installer (abrégé WTIS) : utilitaire post-installation permettant de choisir des logiciels à installer parmi ceux proposée, ainsi la modification de quelques paramètres système concernant le réseau ou le support du Wi-Fi par exemple. Pour la liste des logiciels proposés à l'installation, voir ci-après.
- Windows Trust ASO : ce logiciel est en quelque sorte le pilier central de l'unattended. Il s'agit d'un programme de type tweaker, qui simplifie grandement la configuration avancée du système à travers une dizaine d'onglets couvrant l'ensemble des fonctionnalités de l'OS, des réglages de sécurité aux réglages réseau en passant par les services Windows (qui peuvent alors être activés/désactivés) ou la gestion de la mémoire. En particulier, l'onglet « Mode » permet d'activer le PAE pour pouvoir adresser au maximum de 32 GB de mémoire vive, la limite étant de 4 GB pour les systèmes 32 bits courants. Il s'agit d'un des principaux arguments mis en avant par les développeurs pour justifier l'abandon de Windows XP comme base du système dans les dernières versions.
- Windows Trust Update (ou WTUpdate) : utilitaire de mise à jour du système visant à remplacer Windows Update. Les mises à jour sont préparés et diffusées par les développeurs de Windows Trust via des serveurs non officiels. Windows Update peut toujours être utilisé pour les mises à jour des produits Microsoft, tels que la suite Office par exemple.
- De nombreux thèmes graphiques sont disponibles, imitant Windows 7, Windows 8, Clearlooks ou encore l'ancien thème GNOME 2 d'Ubuntu...
- Prise en charge des DriverPacks, afin de rendre possible l'installation sur des systèmes récents. En effet, le nouveau matériel et particulièrement les contrôleurs de stockage posent parfois problème avec Windows Trust, qui ne les gère pas nativement (les limitations étant les mêmes que celles de Windows Server 2003).

De base, le système intègre les logiciels suivants :
- Internet Explorer 8+wmp
- Notepad++ 6.1.2 en lieu et place de notepad
- Console2
- HxD (en) 1.7.7.0 éditeur hexadécimal
- Orca 3.1, un éditeur pour les packages MSI
- ResHacker 3.5.2.84, un éditeur pour modifier les fichiers exécutables (notamment .exe, .dll)
- Sysinternals PageDefrag (en) 2.32, outil de Microsoft
- Sysinternals Process Explorer 15.13
- .NET Version Check
- CPU-Z 1.60.1, freeware qui donne des informations sur les périphériques (processeur, chipset, mémoire
- GPU-Z 0.6.2
- HWiNFO 3.95
- HWMonitor 1.19.0
- DLL Export Viewer 1.60
- PEiD 0.95
- Rootkit Unhooker 3.8
- Sysinternals Autoruns 6.22
- QRegDefrag 2.8
- RegScanner 1.85
- CurrPorts 2.00
- IPNetInfo 1.37
- SoftPerfect Network Scanner 5.4.2
- Everything 1.2.1

Ces logiciels, ainsi que les logiciels spécifiques à Windows Trust, sont regroupés dans un dossier « Windows Trust », accessible depuis le menu « Tous les programmes ».
De plus, il s'agit de versions portables, c'est-à-dire qu'aucune clé de registre ou fichier de configuration n'a été installé dans le système. L'intégralité des fichiers nécessaires à leur fonctionnement sont situés à l'intérieur du dossier C:\Program Files\Windows Trust, lui-même décomposé en sous-dossiers, un par logiciel. Cette organisation facilite grandement la mise à jour ou l'éventuelle suppression des logiciels en question.
Il est également possible d'installer les logiciels suivants par le biais de WTIS :
- FastStone ScreenCapture 7.1
- PowerArchiver 12.12
- GeekBox
- Ext2Ifs
- WinRar 4.11
- 12.00
- Irfanview 4.33
- Foxit PDF Reader 3
- JRE 1.7.0.40
- 7zip 9.22
- µTorrent 3.13
- CCleaner 3.18
- Winmerge 2.12.4
- Snes 9x
- TeraCopy 2
- VirtuaWin 4.3
- Live Messenger 2009
- Live Mail 2009
- WT Core Codecs
- Anti-Pub
- Thunderbird
- Silverlight
- Taskix 2

Note : en raison des nombreux logiciels intégrés, le fichier ISO de Windows Trust doit obligatoirement être gravé sur un DVD, car dépassant la capacité d'un CD-ROM.

## Performances
La légèreté de Windows Trust lui permet de s'installer et de s'exécuter correctement sur des machines anciennes, tout en restant un système à jour.
Sur d'anciennes versions de Windows Trust, une installation sans aucune modification occupe environ 80 Mo de mémoire vive au repos. Une fois les drivers installés, on reste généralement aux alentours des 100 Mo. On peut encore améliorer légèrement ce chiffre en choisissant manuellement les services à démarrer, notamment par le biais de Windows Trust ASO.